# Leinstrands kommun
Leinstrands kommun (norska: Leinstrand kommune) var en kommun i Sør-Trøndelag fylke i Norge. Kommunen omfattade ett område på öst- och nordsidan av älven Gaulas nedersta del i den sydvästra delen av nuvarande Trondheims kommun. Orten Heimdal utgjorde kommunens centralort.
Området utgör idag en socken i Heimdals prosteri.

## Administrativ historik
Leinstrands kommun upprättades den 1 januari 1838 (som Leenstranden formannskapsdistrikt) när Formannskapslovene från 1837 trädde i kraft.
Den 1 januari 1964 gick Leinstrands kommun, tillsammans med kommunerna Byneset, Strinda och Tiller, upp i Trondheims kommun. Kommunens hade då 4 193 invånare och en yta på 46 kvadratkilometer.